# Europarådets centrum för moderna språk
Europarådets centrum för moderna språk (engelska: ECML, franska: CELV) grundades den 8 april 1994 som ett "Utökat delavtal“ från Europarådet. Den delavtalet  är "utökad", vilket innebär att även länder som inte är medlemmar i Europarådet kan ansluta sig till ECML. ECML är en del av utbildningsdepartementet, som är en del av generaldirektoratet för demokrati. Resolution (94) 10 inrättade ECML för en pilotfas fram till december 1997. Det föreskrev vidare att en extern utvärderingsgrupp skulle bedöma ECML:s resultat under denna period. Baserat på de positiva rekommendationerna från denna utvärdering antog Europarådets ministerkommitté resolution (98) 11  i juli 1998 för att göra det till en permanent institution. Denna resolution anger ECML:s mål och syften, definierar dess strukturer och beskriver varje organs sammansättning och uppgifter.
ECML är en del av Europeiska kulturkonventionen, som antogs den 19 december 1954 i Paris (Frankrike). Denna konvention har som mål att "utveckla ömsesidig förståelse mellan Europas folk och en ömsesidig uppskattning av deras kulturella mångfald, att skydda den europeiska kulturen, att främja nationella bidrag till Europas gemensamma kulturarv, samtidigt som samma grundläggande värden respekteras genom att särskilt uppmuntra studiet av konventionsparternas språk, historia och civilisation."

## Syfte
ECML:s uppdrag är att uppmuntra spetskompetens och innovation inom språkutbildning samt att stödja sina medlemsstater i genomförandet av en effektiv språkutbildningspolitik. För att uppnå detta samarbetar centret med nationella beslutsfattare och språkexperter för att utforma innovativa, forskningsbaserade lösningar på aktuella utmaningar inom området.

## ECML-aktiviteter och projektprogram
Programmens inriktning bestäms av medlemsstaterna och återspeglar nationella prioriteringar, framväxande trender och nya utmaningar inom språkutbildningen. Programmet, som koordineras av ECML, omfattar en period på fyra år. Den är sammansatt av:
- en sektion för "utveckling" som syftar till att ge svar på de identifierade frågorna; och
- en sektion för "medling", med skräddarsydd utbildning och konsultverksamhet för medlemsstaterna, samt initiativ riktade till en bredare publik, såsom Europeiska språkdagen, konferenser och webbseminarier.[6]

### Tematiska områden inom ECML
ECML:s arbete och resurser fokuserar på nio tematiska pelare:
- språklärares och språkelevers kompetens,
- flerspråkig och interkulturell utbildning,
- att lära sig språk från ung ålder,
- skolspråk,
- undervisning i ett ämne integrerat i ett främmande språk,
- läroplaner och bedömning,
- språkutbildning och yrkesintegration av migranter,
- nya medier i språkutbildning,
- teckenspråk.

### Europeiska språkdagen
På initiativ av Europarådet har Europeiska språkdagen firats varje år sedan 2001 den 26 september – i samarbete med Europeiska kommissionen.
ECML koordinerar denna dag i nära samarbete med de nationella reläerna i Europarådets 46 medlemsstater.

## ECML-nätverken

### Medlemsstaterna
De officiella organen i de 36 ECML-medlemsstaterna förvaltar ECML:s infrastruktur i Graz (Österrike) och relationerna mellan centralregeringen och de österrikiska myndigheterna.

### Samarbete med Europeiska kommissionen
Partnerskapet mellan ECML och Europeiska kommissionen erbjuder yrkesutbildningsmöjligheter för språkexperter i ECML  och EU:s medlemsstater.

### Samarbete med Forum för professionellt nätverkande
ECML samarbetar med ett stort antal internationella icke-statliga föreningar och institutioner inom språkutbildning och språkbedömning genom sitt Professional Network Forum som möjliggör expertisutbyte. Forumets medlemmar är:
- Amerikanska rådet för undervisning i främmande språk (ACTFL)
- Internationella föreningen för tillämpad lingvistik (AILA)
- Föreningen för språktestare i Europa (ALTE)
- Europeiska konfederationen för språkcentrum inom högre utbildning (CercleS)
- Europeiska föreningen för språktestning och bedömning (EALTA)
- Utvärdering och ackreditering av språktjänster av hög kvalitet (EAQUALS)
- Europeiska civilsamhällets plattform för flerspråkighet (ECSPM)
- Utbildning och språklig och kulturell mångfald (EDiLiC)
- Europeiska språkrådet (ELC)
- Europeiska federationen av nationella språkinstitutioner (EFNIL)
- Europeiska föräldraföreningen (EPA)
- Europeiska unionens nationella kulturinstitut (EUNIC),
- Internationella federationen för lärare i moderna språk (FIPLV)
- Internationella föreningen för flerspråkighet (IAM)
- Internationell certifikatkonferens e. V. (ICC)
- Institutet för officiella språk och tvåspråkighet (OLBI) vid universitetet i Ottawa

#### Institutet för officiella språk och tvåspråkighet (OLBI) vid universitetet i Ottawa
Sedan undertecknandet av ett samarbets- och kontaktprotokoll den 22 januari 2008 har ECML och University of Ottawa (genom ILOB) samarbetat nära för att säkerställa spridningen av ECML:s arbete i Kanada och för att involvera kanadensiska experter i dess aktiviteter och projekt.
Det inkluderar projekt relaterade till Europarådets gemensamma europeiska referensram för språk (CEFR).

### Samarbete med Graz språknätverk
Språknätverket i Graz grundades 2007 på initiativ av den österrikiska föreningen för Europeiska centret för moderna språk. Det sammanför ledande regionala och lokala organisationer inom utbildning och kultur för att främja flerspråkighet och språklig mångfald genom gemensamma initiativ, såsom den årliga språkfestivalen i Graz.

## Extern länk
- Officiell webbplats